# Guitto
Vous pouvez aider à l'améliorer ou bien discuter des problèmes sur sa page de discussion.
- Il ne cite pas suffisamment ses sources. Vous pouvez indiquer les passages à sourcer avec {{référence nécessaire}} ou {{Référence souhaitée}}, et inclure les références utiles en les liant aux notes de bas de page. (Marqué depuis juillet 2025)

- Archive Wikiwix
- Bing
- Cairn
- DuckDuckGo
- E. Universalis
- Gallica
- Google
- G. Books
- G. News
- G. Scholar
- Persée
- Qwant
- (zh) Baidu
- (ru) Yandex
- (wd) trouver des œuvres sur Wikidata

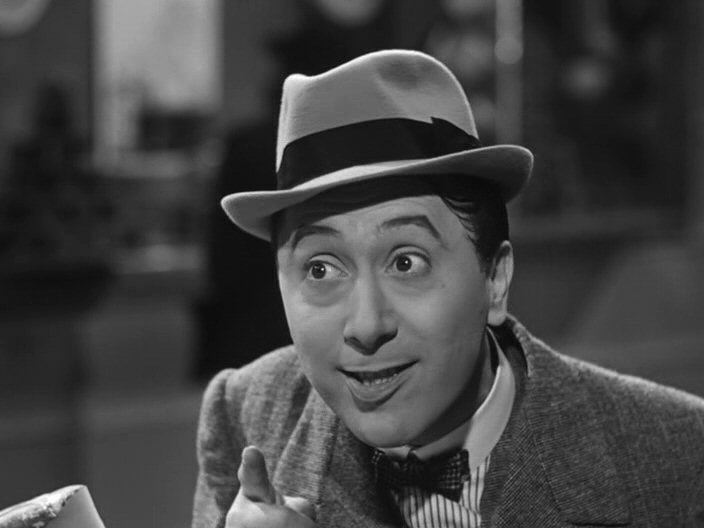
Erminio Macario en 1939.

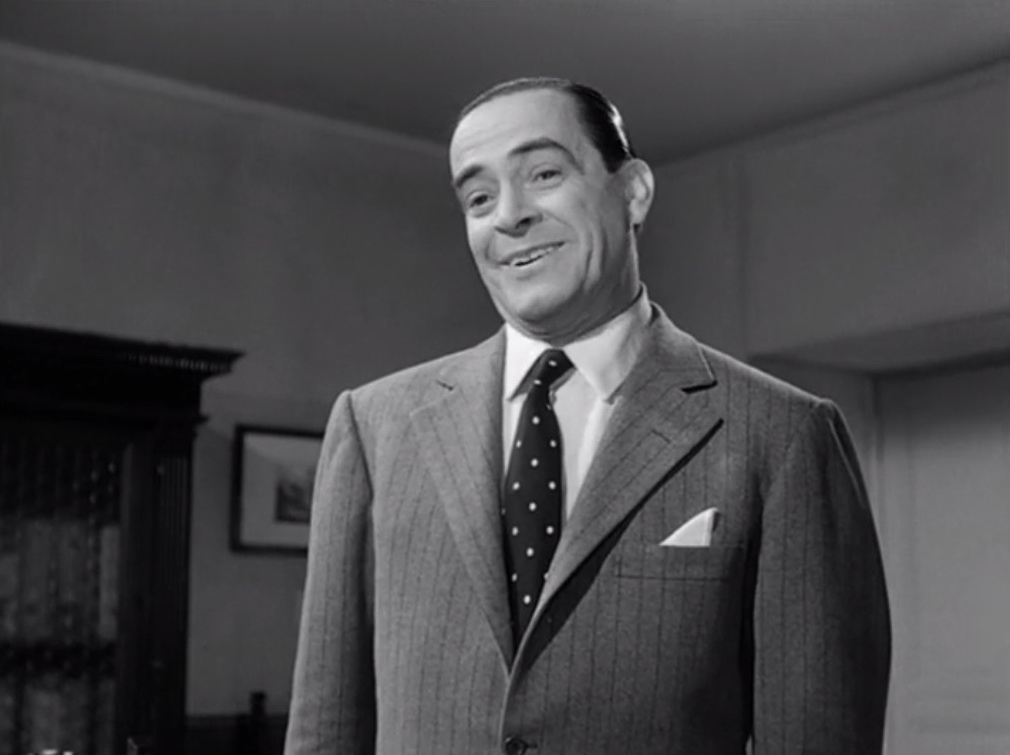
Carlo Dapporto en 1954.

Le terme italien guitto (pl guitti), de manière générique, définit la condition de celui qui vit de manière misérable et sale. Dans le jargon théâtral, il était autrefois utilisé (beaucoup moins aujourd'hui) pour définir, dans un sens plutôt péjoratif, un acteur de bas niveau et peu formé, dont le jeu était de toute façon considéré comme « exagéré », voire, parfois, « excessif ».
Plus récemment, cette figure artistique a été réévaluée, grâce aussi à des acteurs qui, s'inspirant de la technique de jeu des guitti d'antan, riche en nuances et en improvisations, et donc un peu naïve, ont redonné du lustre à cette figure,.
Habituellement nomade, le guitto se déplaçait au Moyen Âge d'un lieu à l'autre en suivant ce que l'on appelait les compagnies théâtrales. Plus récemment, des comédiens dialectaux, de revue et d'avant-garde ont également été considérés comme des guitti (quelques noms : Michele Galasso, Erminio Macario, Walter Chiari, Cesco Baseggio et Carlo Dapporto).
Aujourd'hui, le guitto n'est donc pas considéré comme un acteur inférieur, loin de là. Il suffit de dire que, dérivé de l'ancienne Commedia dell'arte (qui a généré une série infinie de macchiettas régionales et qui trouve son origine dans les blagues d'Arlequin), le personnage est inévitablement ennobli, devenant même un modèle de jeu suivi et apprécié (les comiques des cabarets modernes en sont un témoignage).
D'autres exemples de jeu « guittesque », plein de plaisanterie et de clins d'œil, ont été donnés par Ettore Petrolini, Gilberto Govi, Totò, Peppino De Filippo, Alberto Sordi, Aldo Fabrizi et Vittorio Gassman et de Vittorio De Sica.
En ce sens, le terme gagnerait en éclat si l'on y ajoutait les noms d'acteurs populaires de théâtre ou de cinéma, des acteurs de caractère comme Franco et Ciccio, Mario Carotenuto, Alberto Lionello, Ave Ninchi, Paolo Panelli, Tina Pica, Bice Valori, et ainsi de suite.
En définitive, les héritiers directs des Guitti peuvent être considérés comme de nombreux interprètes masculins et féminins (avec une référence particulière pour ces derniers aux acteurs comme Franca Valeri, Dario Fo, Enrico Montesano, Carlo Verdone, Pippo Franco, Sabina Guzzanti, Luciana Littizzetto, Paolo Villaggio, Paola Cortellesi, Maurizio Crozza), et d'autres encore, certains généralement considérés comme appartenant à la catégorie des acteurs comiques engagés surtout dans des films de genre (sans exclure les comédies érotiques italiennes des années 1970, qui a vu en Alvaro Vitali, avec son personnage de Pierino la peste — toujours aux prises avec des professeurs et des infirmières en minijupe — l'un de ses épigones).

## Crédit de traduction
- (it) Cet article est partiellement ou en totalité issu de l’article de Wikipédia en italien intitulé « Guitto » (voir la liste des auteurs).